# Parc national de Mokala
Le parc national de Mokala est un parc national sud-africain situé dans la province du Cap-du-Nord. Créé le 19 juin 2007, il couvre 200 km2.

## Faune

### Mammifères

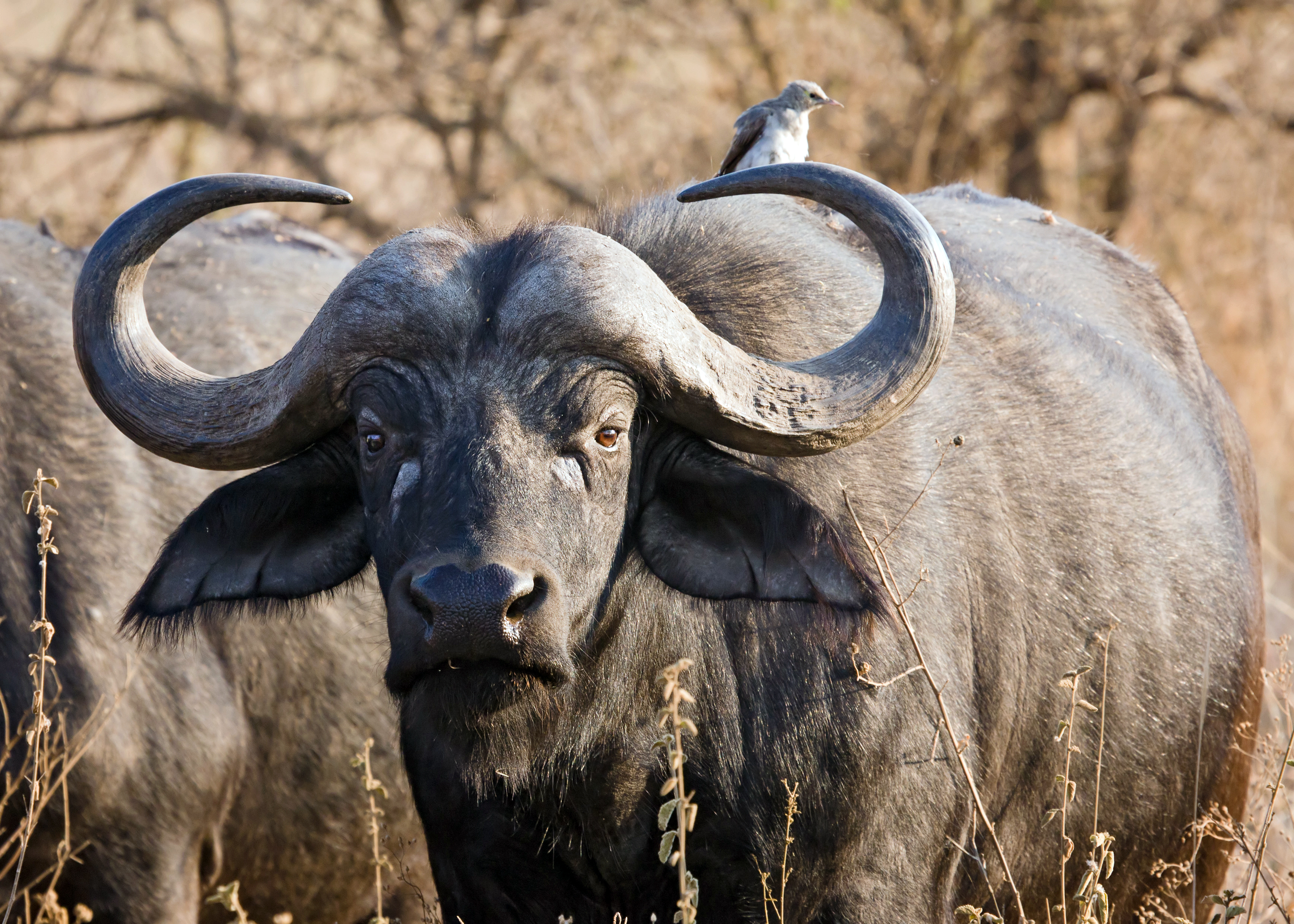
Buffle
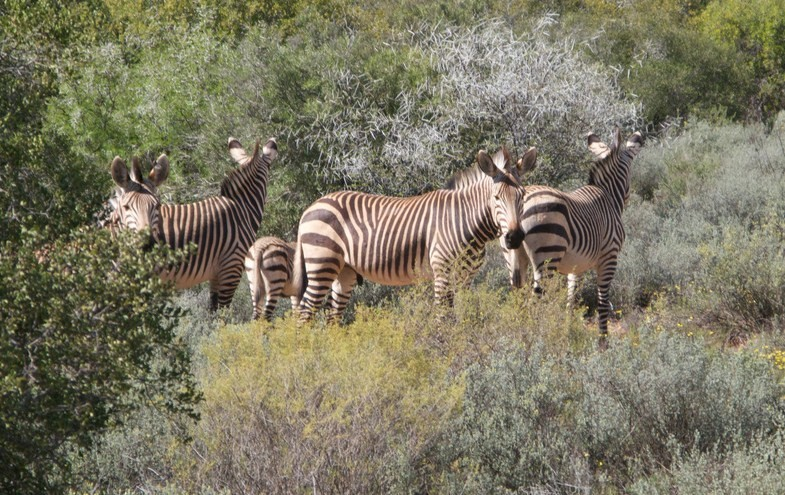
Zèbre de montagne
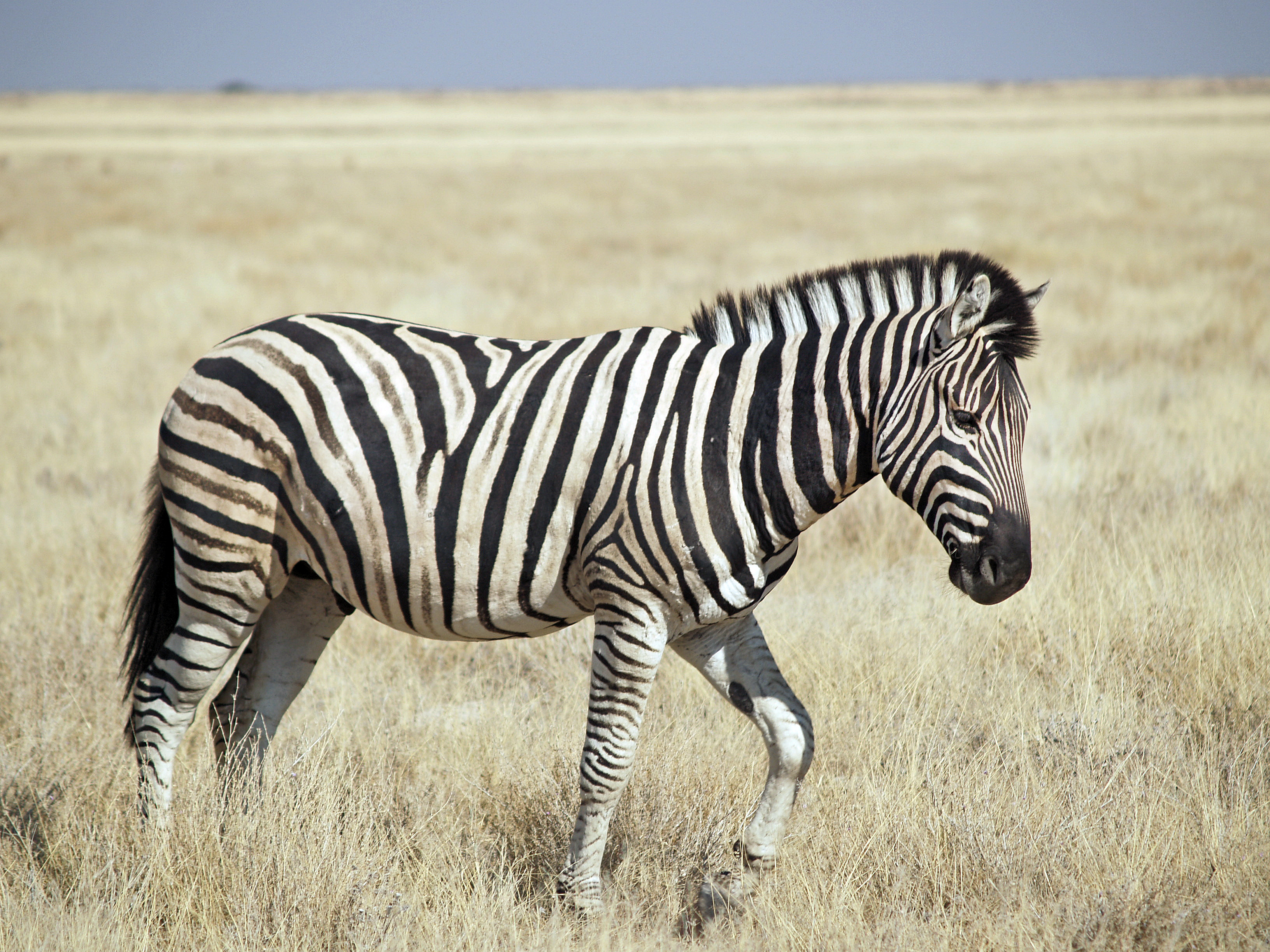
Burchell's zebra
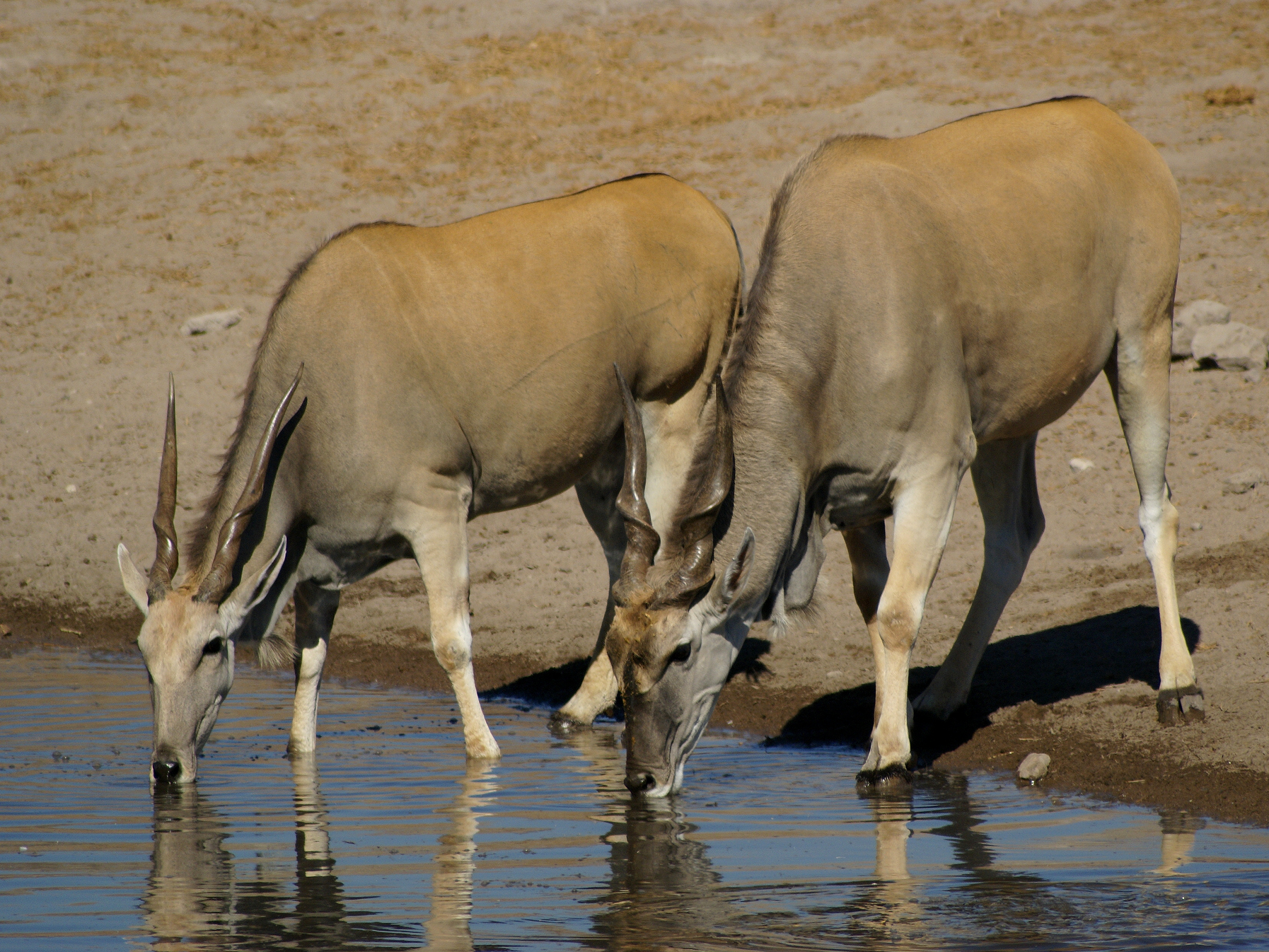
Éland
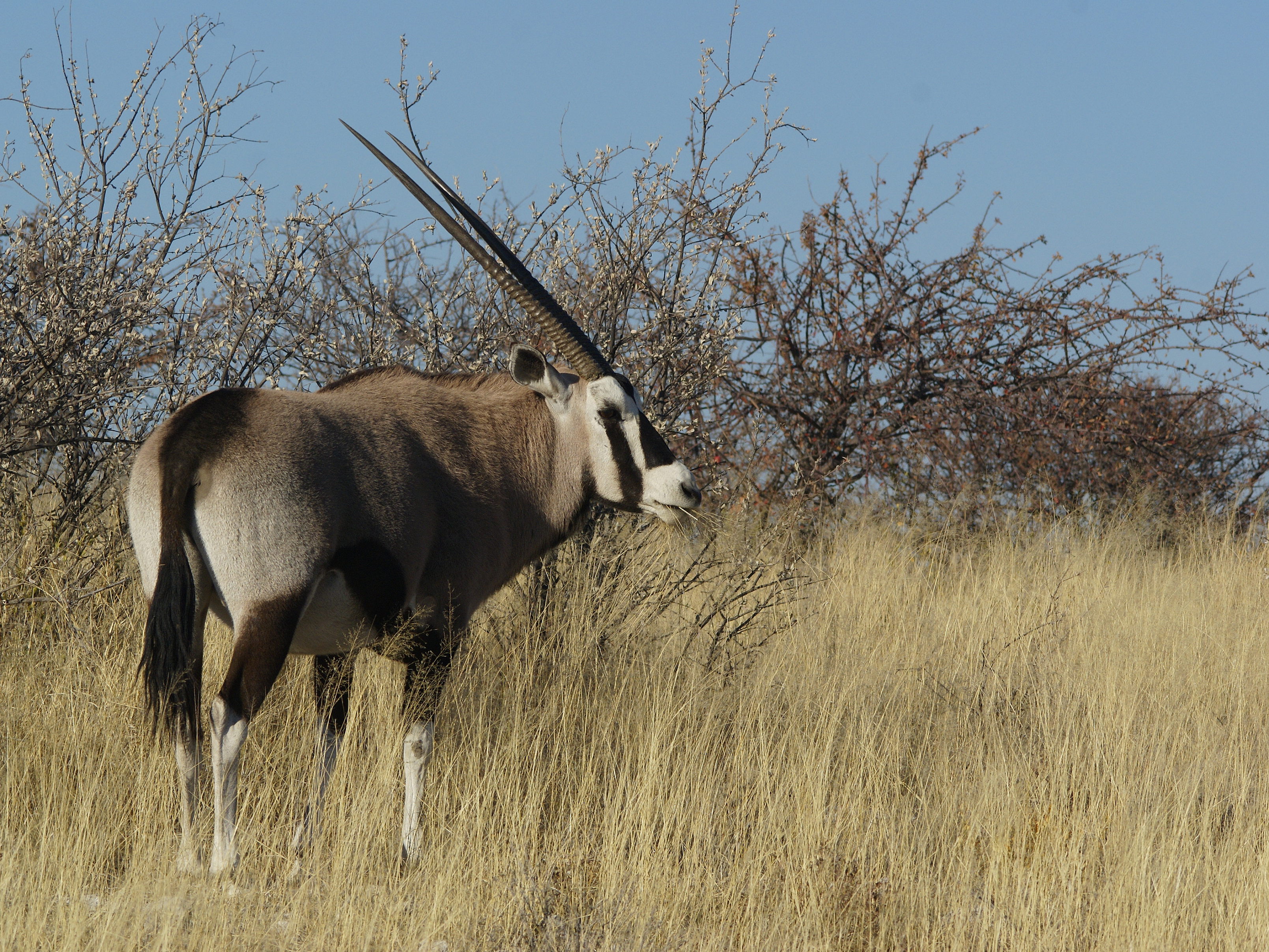
Oryx gazelle (Gemsbok)
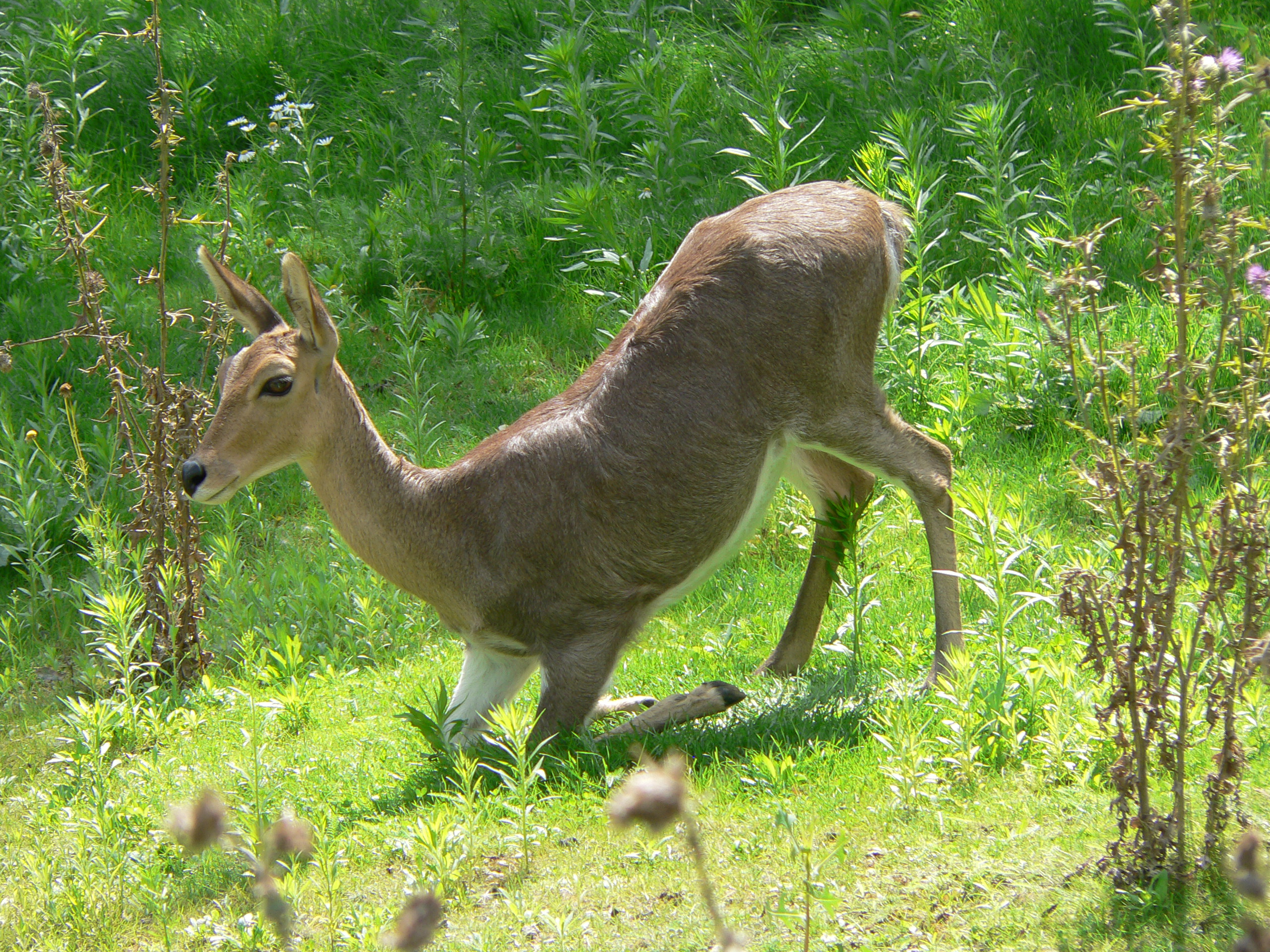
Cobe de montagne
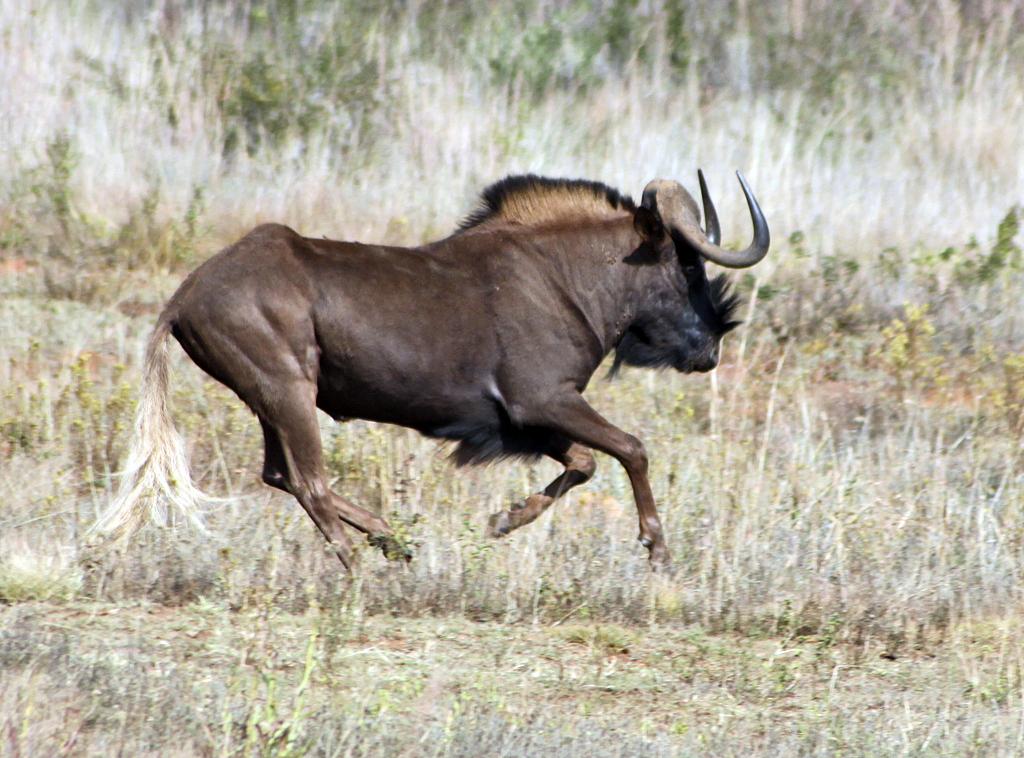
Gnou noir
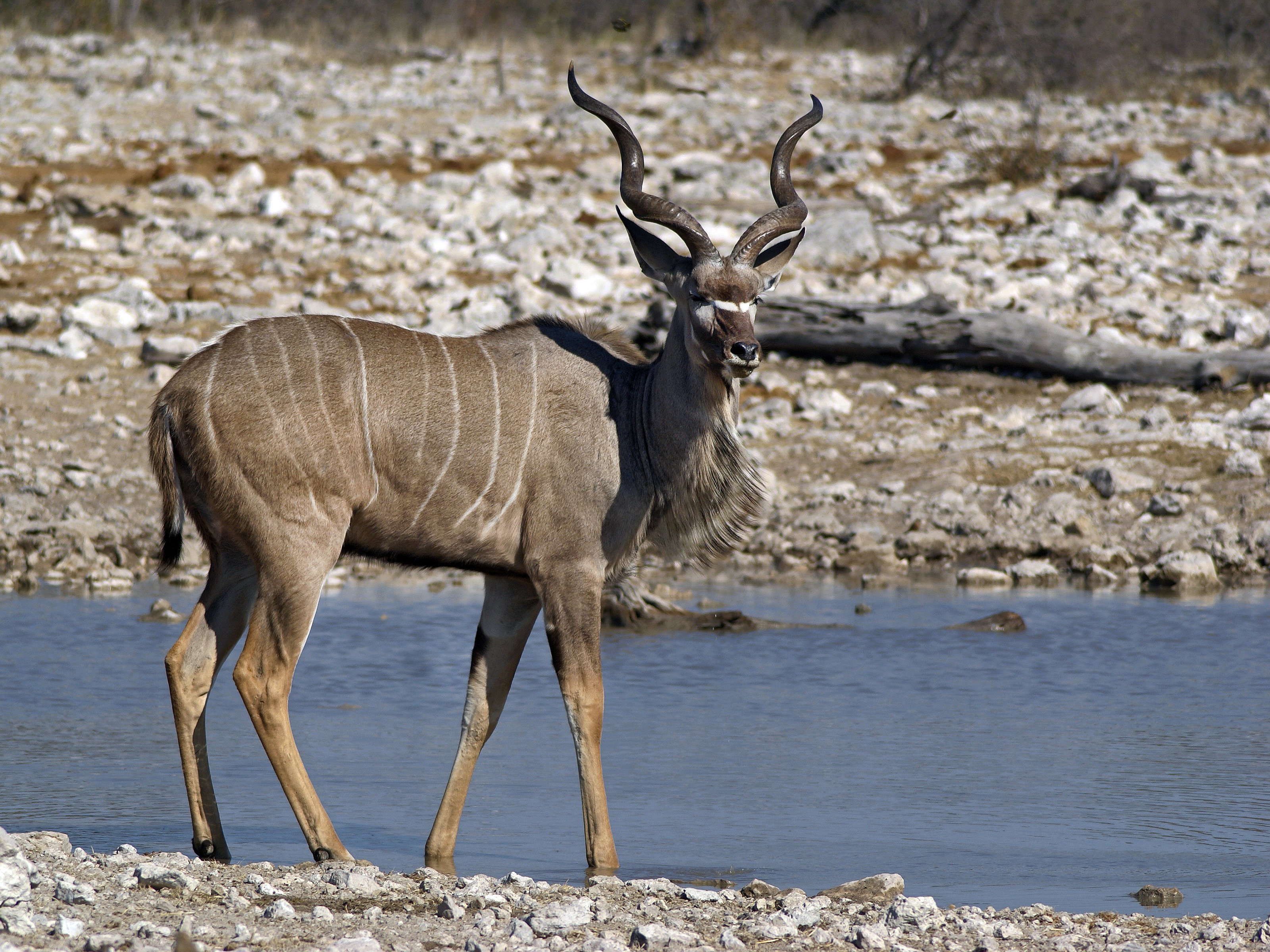
Grand koudou
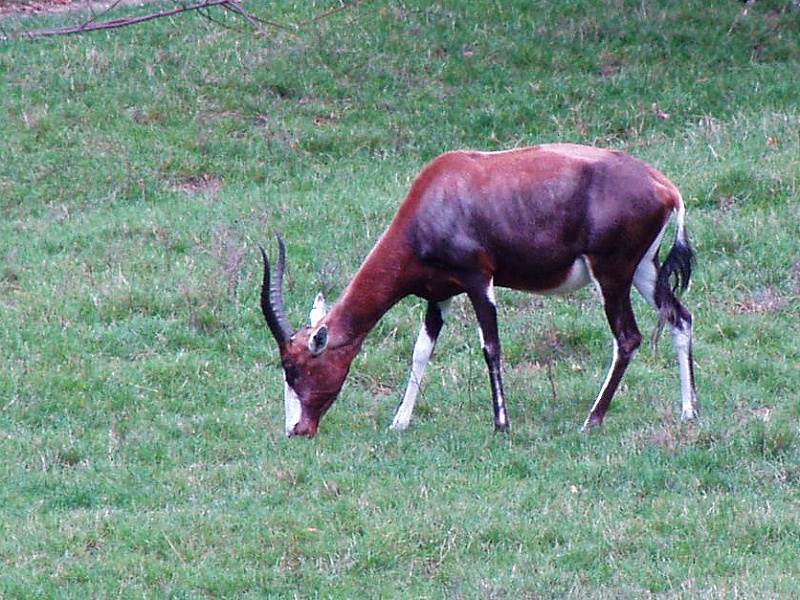
Blesbok
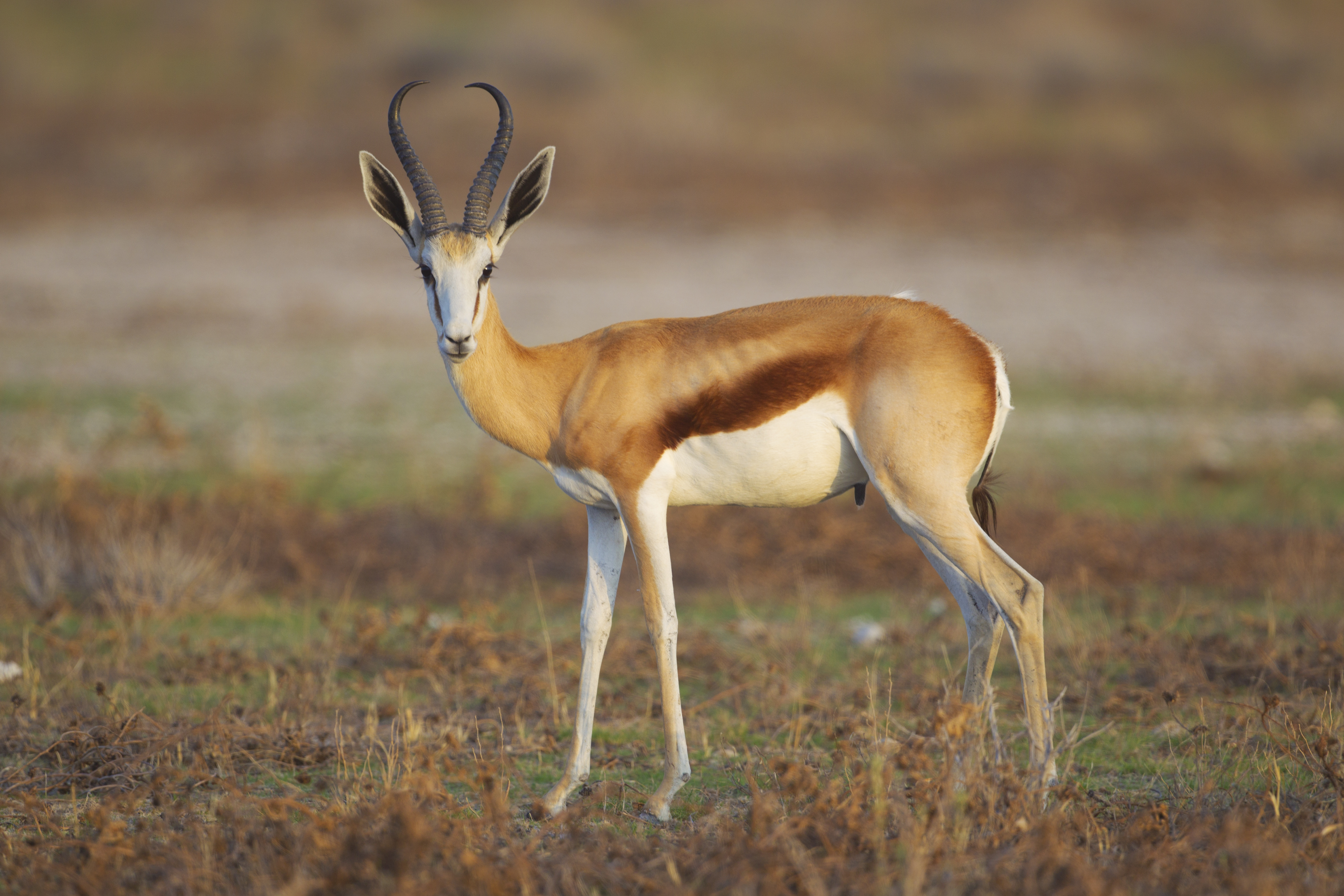
Springbok
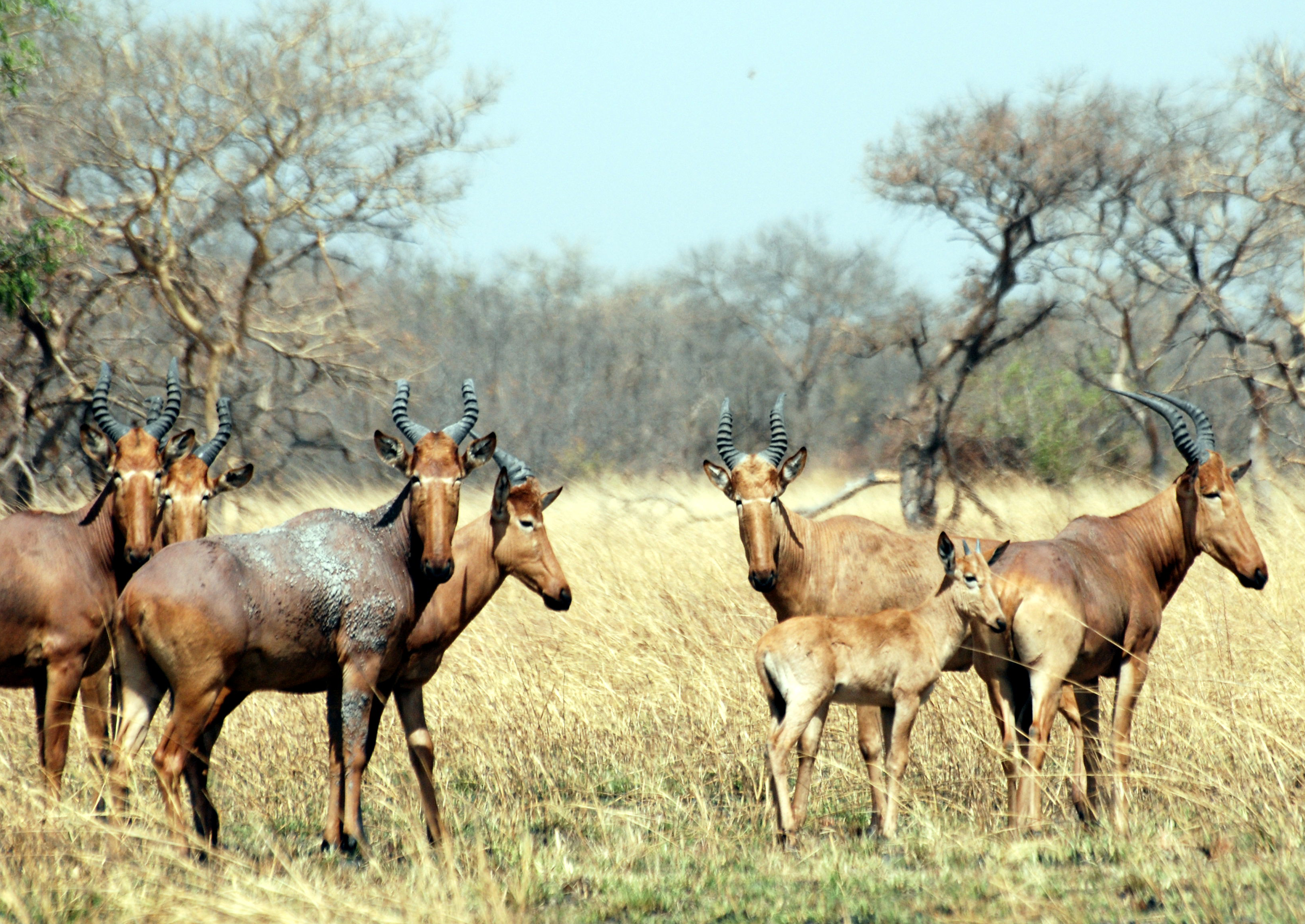
Alcelaphus caama
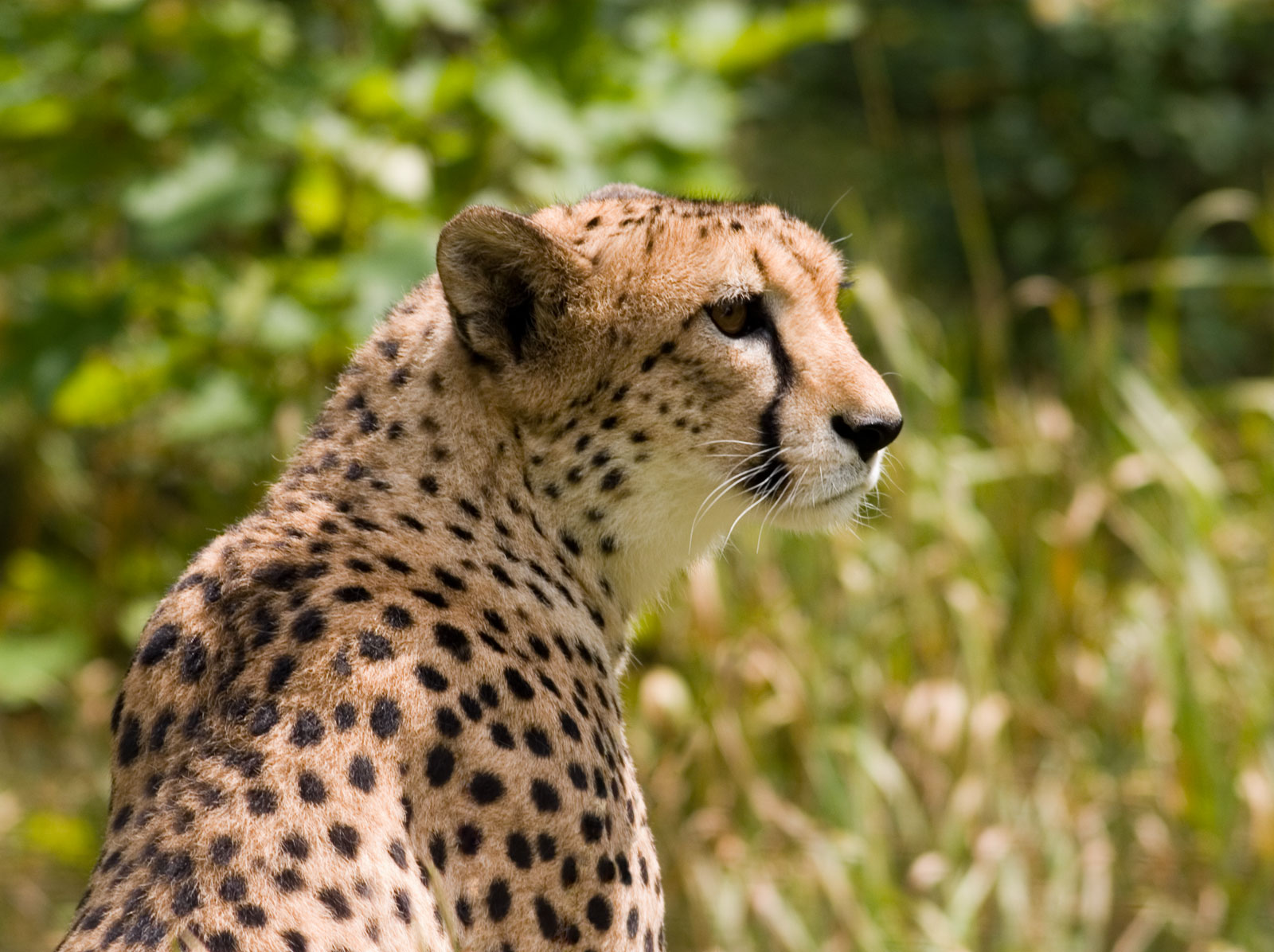
Guépard

### Oiseaux

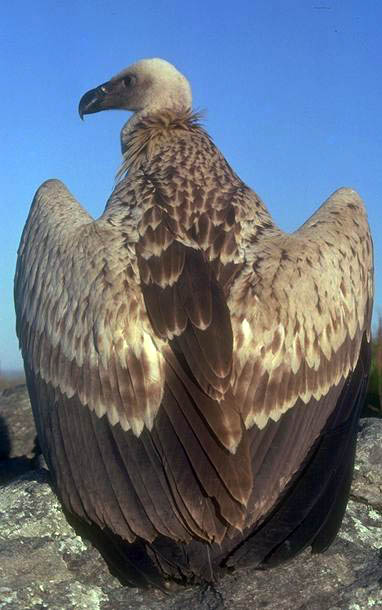
Vautour chassefiente
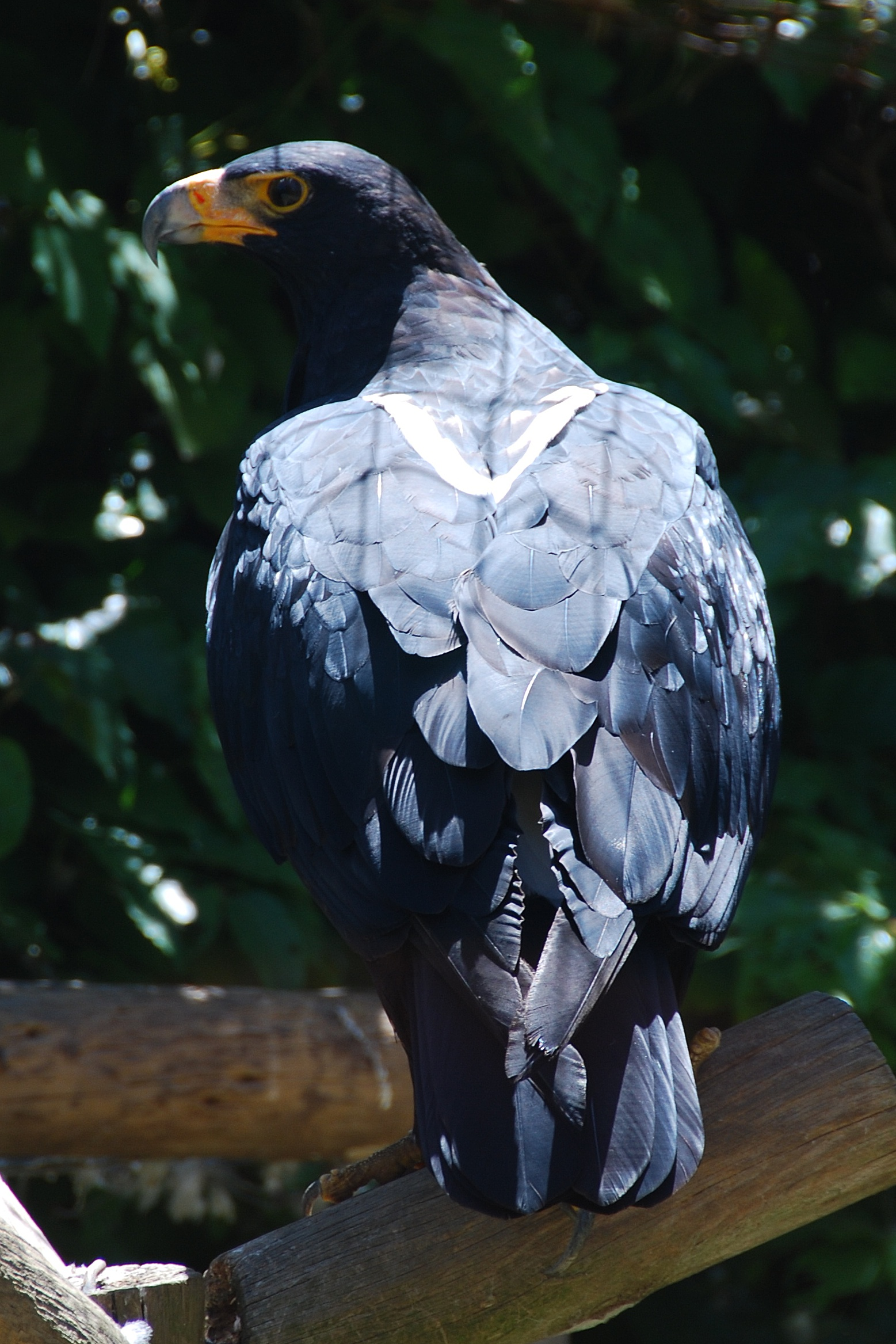
Aigle de Verreaux
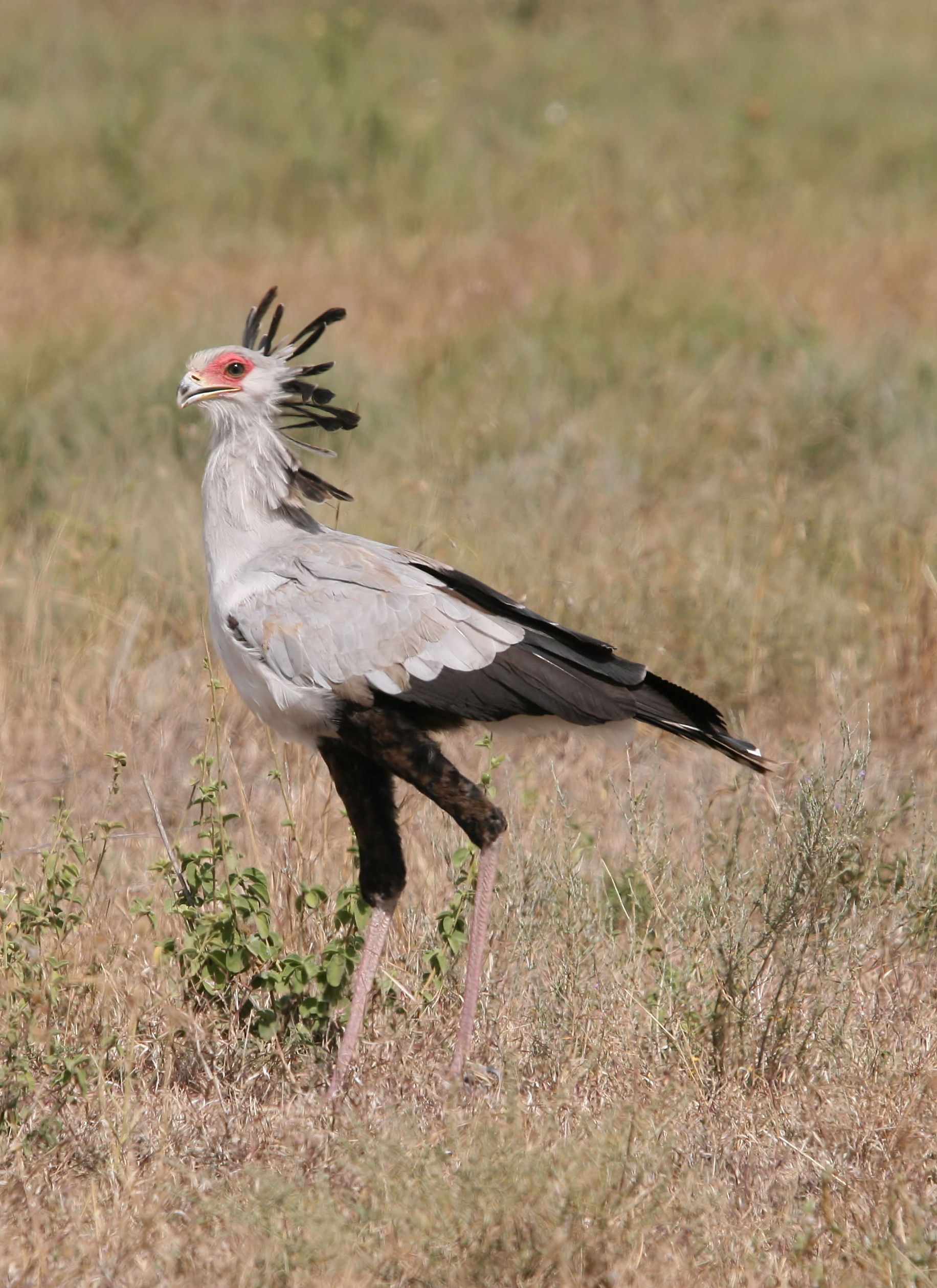
Messager sagittaire

### Serpents

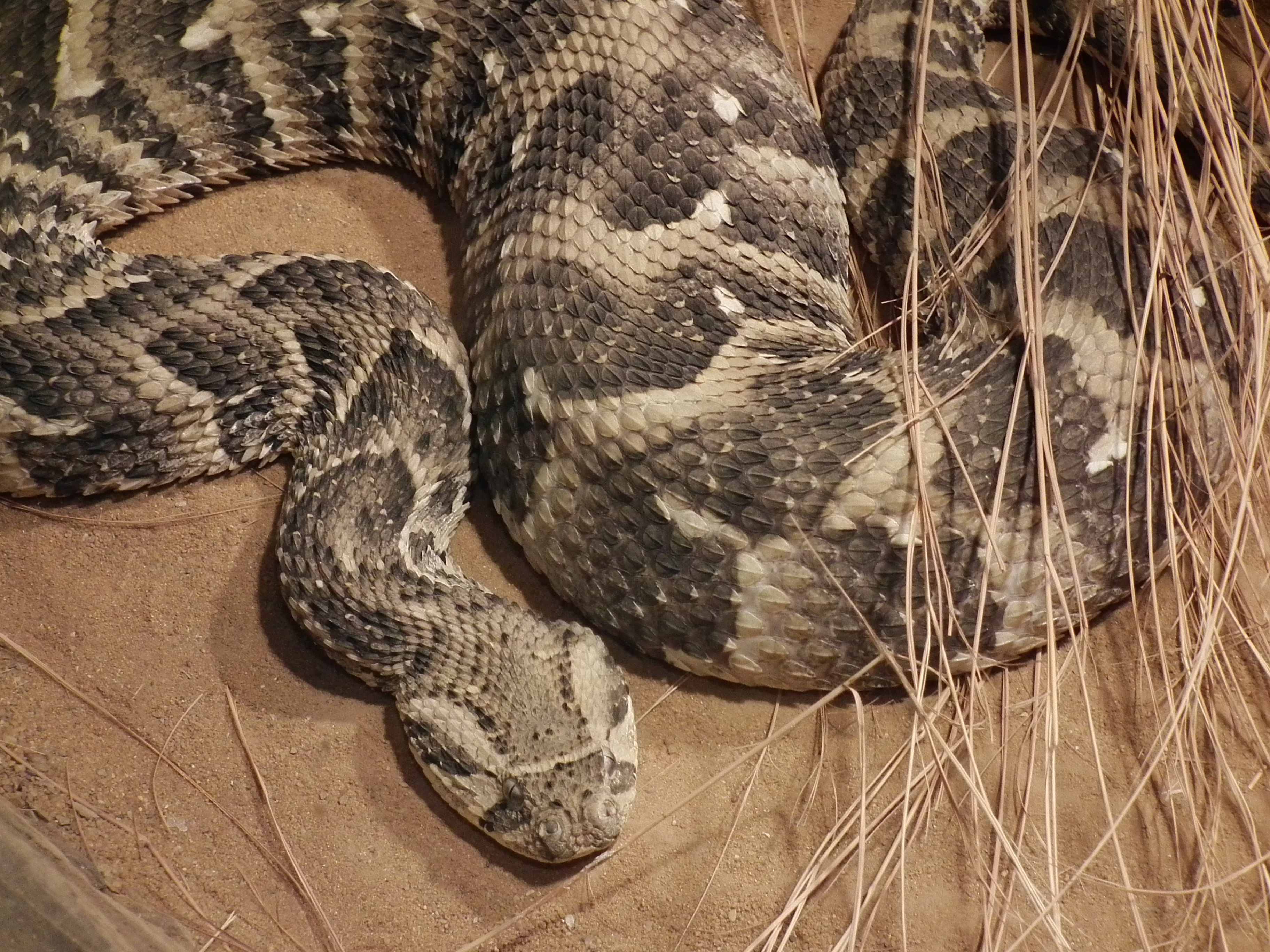
Vipère heurtante
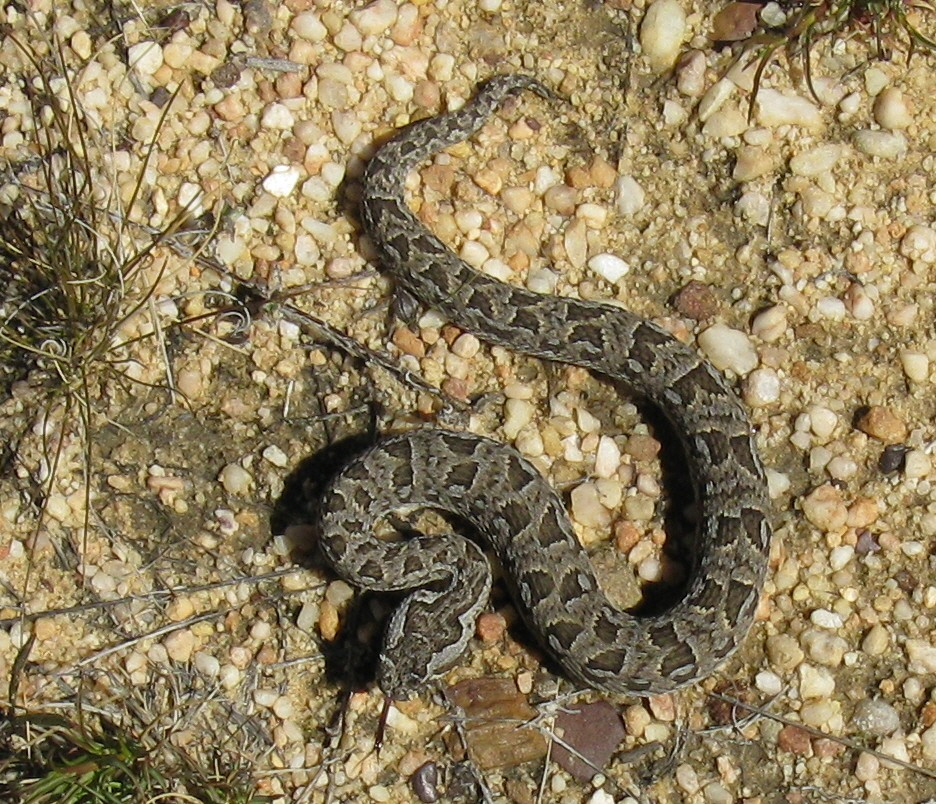
Bitis atropos
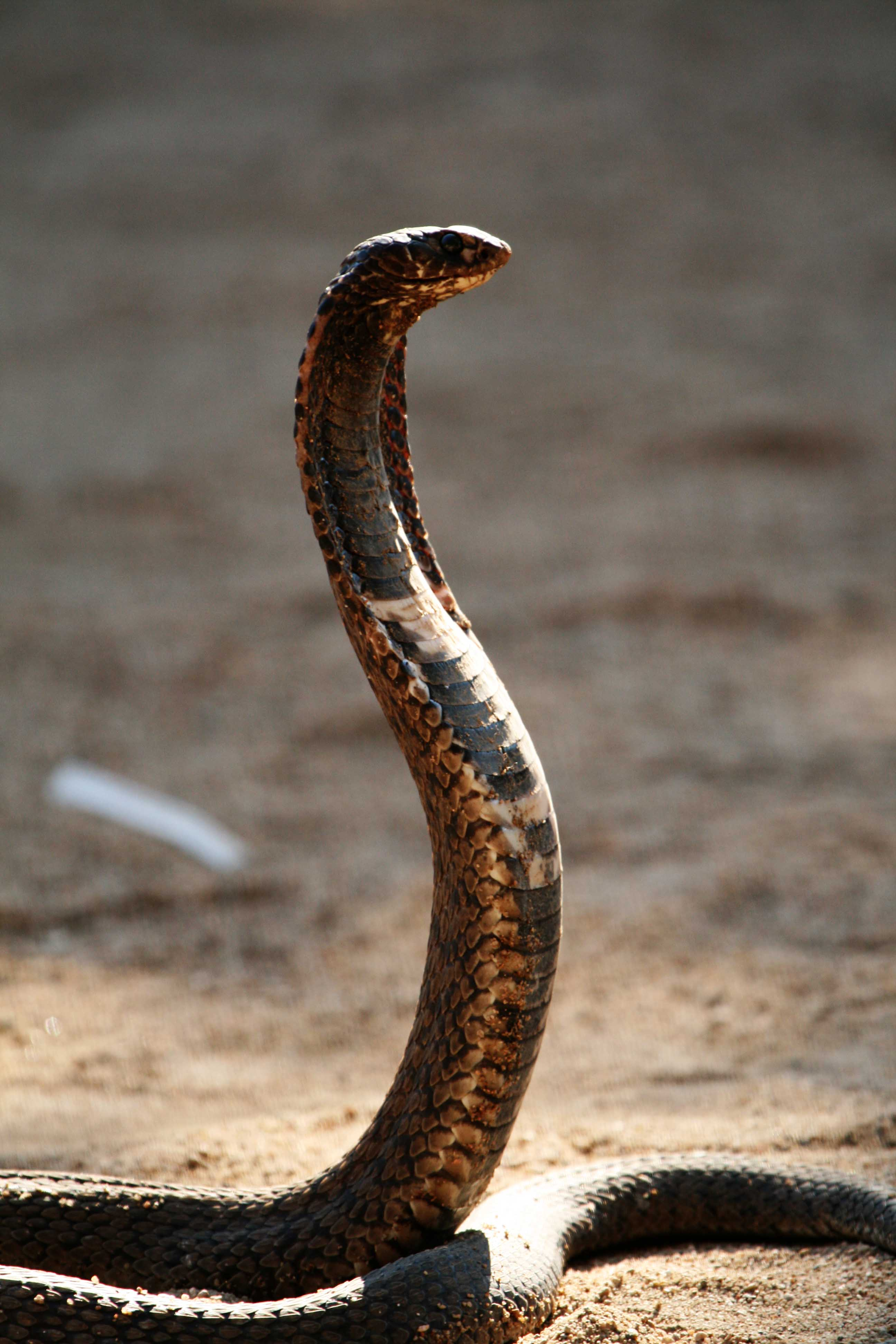
"Cobra cracheur" ou "Ringhal"